# Sergio degli Onesti
Sergio degli Onesti, o Sergio Onesti (... – Ravenna, X secolo), è stato un condottiero e nobile italiano; duca di Ravenna, fu padre di san Romualdo.

## Biografia
Sergio degli Onesti di stirpe franca, discendente di un Jeremias, o Geremia, duca di Colonia, sposò Traversara Traversari. Dal matrimonio nacque Romualdo, monaco e poi abate, fondatore dell'eremo di Camaldoli e promotore della congregazione camaldolese, diramazione riformata dell'ordine benedettino, venerato come santo dalla Chiesa cattolica.
Divenne duca di Ravenna. I discendenti di Sergio dedussero il proprio nome in Forlì, nel castello in cui dimorarono. In seguito rami di questi ultimi si stanziarono in Ravenna e ne ebbero la signoria. Da un nipote di Sergio, Geremia, ebbe origine la famiglia bolognese dei Geremei, appartenente alla fazione guelfa, dal quale discese anche la famiglia Da Polenta.

## Consanguineità con altri casati italiani
Da Jeremias duca di Colonia (Germania), stabilitosi in Bologna nel 715 d.C., ed avo di Sergio duca di Ravenna, non solo discesero la casata Geremia o Geremei e la famiglia Da Polenta, ma discesero anche le seguenti famiglie germaniche della stirpe dei Franchi: Maffei, Buvatelli, Primadizzi ed altre ancora originatesi in Bologna, tutte consanguinee fra di loro.